# 駁二蓬萊駅
駁二蓬萊駅（ばくにほうらいえき）は台湾高雄市塩埕区新豊里にある高雄捷運環状軽軌の駅。駅番号はC13。駁二芸術特区内に位置する。

## 駅構造
相対式ホーム2面2線の地上駅。
| 地上                                       |                                               |
| 歩道                                       |                                               |
| 相対式ホーム、右側のドアが開く。簡易改札機 |                                               |
| 内回り・下り                               | ←■環状軽軌哈瑪星・鼓山区公所方面（哈瑪星駅）  |
| 外回り・上り                               | →■環状軽軌籬仔内・凱旋公園方面（駁二大義駅）→ |
| 相対式ホーム、右側のドアが開く。簡易改札機 |                                               |
| 歩道                                       |                                               |

## 歴史
- 2013年6月4日 - 起工[1]。
- 2015年3月29日 - 駅名が「駁二蓬萊」に決定[2][註 1]。
- 2017年9月26日 - 哈瑪星駅まで延伸とともに開業[3]。

## 駅周辺
- 駁二芸術特区
  - 蓬萊倉庫群
    - 哈瑪星台湾鉄道館

  - 大勇倉庫群
- 高雄港漁人碼頭（中国語版）（高雄フィッシャーマンズ・ワーフ）
- 中華民国行政院海岸巡防署南部機動海巡隊
- 第一銀行高雄倉庫
- 高雄港塩埕観光碼頭

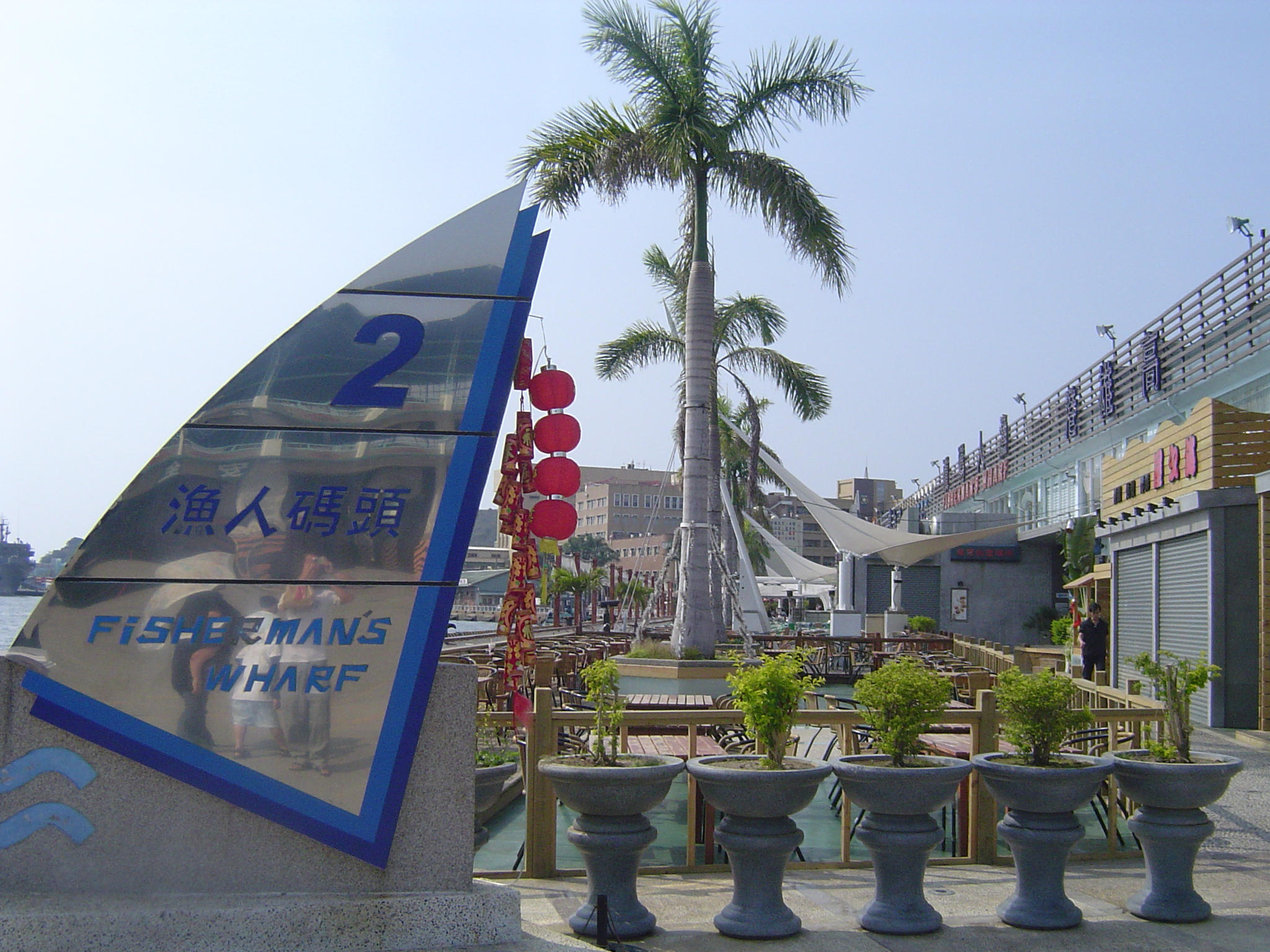
漁人碼頭
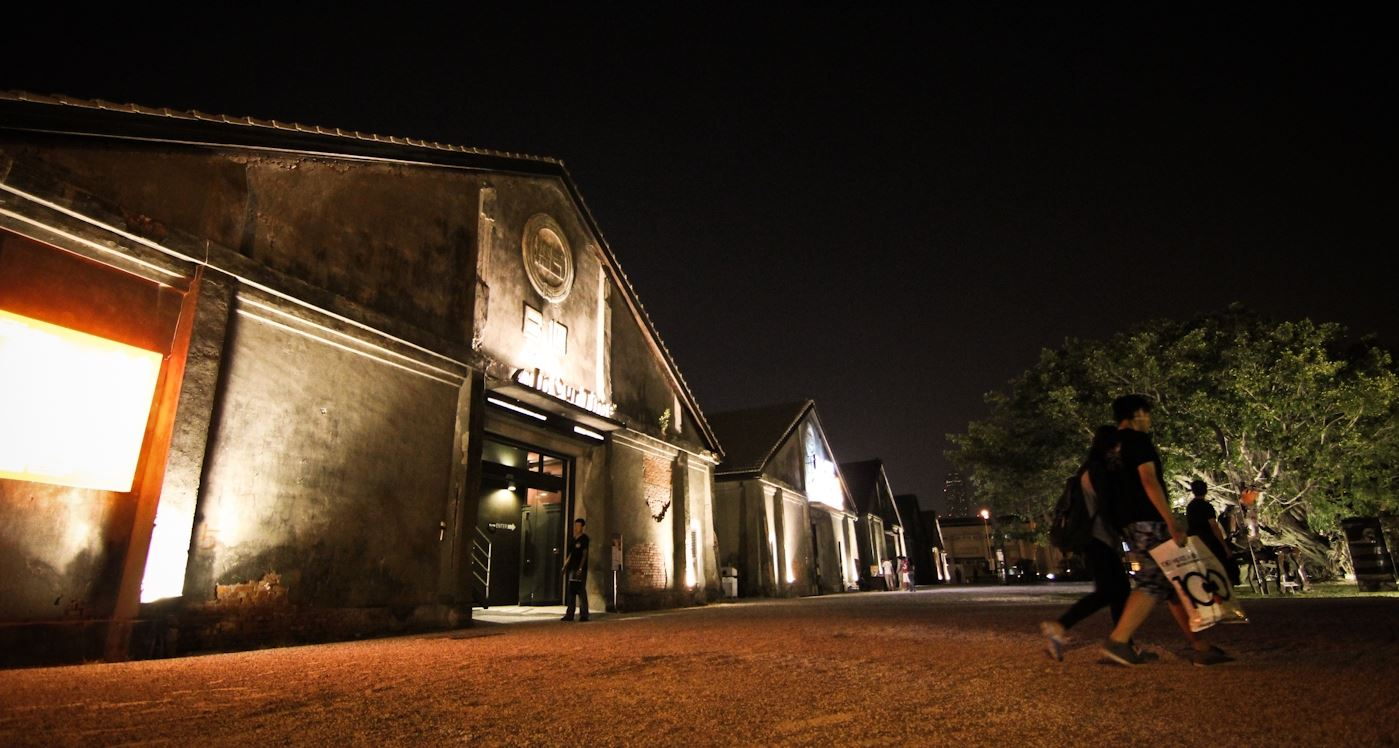
駁二蓬萊倉庫群

## バス
高雄市公車
- 高雄港站、漁人碼頭站

| 系統                   | 事業者     | 区間                                    | 備考     |
| ---------------------- | ---------- | --------------------------------------- | -------- |
| 248                    | 東南客運   | 鼓山フェリー乗り場 - 健軍站（衛武営駅） | 二段運賃 |
| 248区                  | 東南客運   | 鼓山フェリー乗り場 - 高雄駅             |          |
| E05（西城快線）        | 南台湾客運 | 中山大学 - 新左営駅                     | 二段運賃 |
| 高雄市文化公車哈瑪星線 | 港都客運   | 西子湾駅 - 駁二芸術特区                 | 月曜運休 |

## 隣の駅
高雄捷運
■環状軽軌
駁二大義駅（C12） - 駁二蓬萊駅（C13） - 哈瑪星駅（C14）